# Giovanni Torchio
Giovanni Torchio (Cosenza, 25 novembre 1967) è un allenatore di pallavolo italiano.
È laureato in scienze motorie.

## Carriera
Inizia la sua carriera sportiva prima da atleta e poi da allenatore nell'Eurosport Cosenza.
Collabora come vice allenatore in B1 nella stagione 1997/1998 con Fernando Munoz Benitez, allenatore spagnolo che vinse 4 titoli con Almería e che fu vice allenatore della nazionale spagnola fino al 2006. La stagione seguente inizia la sua esperienza da primo allenatore nell'Eurosport Cosenza in B1 ottenendo il quinto posto. 
Nel 2002/2003 è protagonista insieme al primo allenatore Claudio Torchia del primo campionato in serie A2 del Cosenza.
La stagione seguente lo vede al fianco di Mario Di Pietro che sostituirà a metà stagione come primo allenatore.
Nel 2005/2006 passa sempre come vice allenatore alla Sira Cucine Ancona in A2 dove resterà 2 stagioni al fianco di Brutti prima e Roberto Masciarelli poi.
Nel 2007/2008 arriva a Vibo Valentia per affiancare Ljubomir Travica alla guida della Tonno Callipo nel campionato di A2 che vincerà dopo un lungo testa a testa con Verona, già finalista e vincitrice proprio contro Callipo Sport della Coppa Italia.
Nel 2008/2009 affianca Flavio Gulinelli alla guida della Tonno Callipo Vibo Valentia nel campionato di A1. 
Dopo le dimissioni di Gulinelli esordisce come primo allenatore il 09/02/2009 contro la Sisley Treviso (vittoria di Treviso 3-2) per poi passare le consegne al nuovo tecnico Jon Uriarte, ex commissario tecnico della nazionale Argentina.
Dal luglio 2009 assume la carica di Allenatore Capo del Saimaa Volley, nuovo team della SM Liiga Lentopallo Super Liga Finlandese.
Diventa così il primo allenatore italiano a lavorare direttamente nel campionato di A1 finlandese, poiché Mauro Berruto ne allena solo la Selezione Nazionale. Nel 2011 è assistente allenatore al Castellana Grotte e nel 2012 è allenatore a Corigliano,
Nel 2013 è assistente e nel 2014  è capo allenatore del Maaseik, dal 2016 è nuovamente in Finlandia prima al Salon Viesti e poi al Hämeenlinnan Lentopallokerh entrambe formazioni femminili, dal  2024 è  in Azerbajian al Milli Aviasia Akademiasi femminile.

## Palmarès
Competizioni nazionali
- Campionato italiano A2: 1

2007-08
- Coppa Italia di Serie A2: 1

2011-12
Coppa Finlandia : 1 2022-23